# یوکی تاکادا
یوکی تاکادا (انگلیسی: Yūki Takada; ۱۶ مارس ۱۹۹۳ – ) صداپیشه اهل ژاپن بود. وی از سال ۲۰۱۳ میلادی تاکنون مشغول فعالیت بوده‌است.